# Jang Nara
Jang Nara (* 18. März 1981 in Seoul) ist eine südkoreanische Schauspielerin und Singer-Songwriter, die vor allem in Südkorea und China aktiv ist. Sie wurde vor allem bekannt durch ihr 2002 veröffentlichtes Studioalbum Sweet Dream. Seitdem spielte sie zudem Hauptrollen in diversen Dramaserien.

## Leben
Jang Nara stammt aus einer Schauspielfamilie. Ihr Vater, Ju Ho-seong (wirklicher Name Jang Yeon-gyo) war ein bekannter Schauspieler in den 1980er Jahren. Er führte Regie bei dem 2013 veröffentlichten Film Polaroid, in dem sowohl seine Tochter, Jang Nara, als auch ihre Cousine, Jeong Jae-yeon, auftreten. Auch Jangs älterer Bruder, Jang Seong-won, ist Schauspieler.
Jang veröffentlichte ihr Debütalbum First Story, mit dem Titelsong Nunmul-e Eolgul-eul Mudneunda (눈물에 얼굴을 묻는다) im Juni 2001. Es erreichte anfangs Platz 12 der südkoreanischen Musikcharts. Kurz darauf trat sie in der Sitcom New Nonstop auf und erhöhte so ihren Bekanntheitsgrad. Anschließend veröffentlichte sie weitere Lieder ihres Albums und erreichte die Spitze einiger Musikcharts. Das Album wurde über 300.000-mal verkauft. Jang wurde dann Moderatorin der Musikshow Music Camp und der Talkshow Love Story von KBS. Zum Jahresende erhielt Jang einige Preise in der Kategorie beste neue Künstlerin.

## Studioalben
| Jahr | Titel                      | Höchstplatzierung, Gesamtwochen, AuszeichnungChartsChartplatzierungen (Jahr, Titel, Platzierungen, Wochen, Auszeichnungen, Anmerkungen) | Anmerkungen                                                               |
| Jahr | Titel                      | KR | Anmerkungen                                                               |
| ---- | -------------------------- | --- | ------------------------------------------------------------------------- |
| 2001 | First Story                | KR7 (… Wo.)KR | Erstveröffentlichung: 18. Juni 2001                                       |
| 2002 | Sweet Dream                | KR1 (… Wo.)KR | Erstveröffentlichung: 1. Oktober 2002                                     |
| 2003 | 3rd Story                  | KR1 (… Wo.)KR | Erstveröffentlichung: 2. Dezember 2003                                    |
| 2004 | My Story                   | KR8 (… Wo.)KR | Erstveröffentlichung: 20. Dezember 2004                                   |
| 2005 | One (一张)                 | KR—KR | Erstveröffentlichung: 20. Januar 2005 Erstes chinesischsprachiges Album   |
| 2005 | Gong Fu (功夫)             | KR—KR | Erstveröffentlichung: 7. Dezember 2005 Zweites chinesischsprachiges Album |
| 2007 | She                        | KR—KR | Erstveröffentlichung: 21. Februar 2007                                    |
| 2008 | Dream of Asia              | KR11 (… Wo.)KR | Erstveröffentlichung: 25. März 2008                                       |
| 2012 | Journey of Love (爱的旅途) | KR7 (… Wo.)KR | Erstveröffentlichung: 2. August 2012 Drittes chinesischsprachiges Album   |

## Filmografie

### Filme
- 2002: Hilfe! Ich bin ein Fisch (Stimme)
- 2003: Oh! Happy Day (오! 해피데이)
- 2007: Girl’s Revolution (麻雀要革命)
- 2009: Sky and Ocean (하늘과 바다 Haneul-gwa Bada)
- 2012: Flying With You (一起飞)
- 2012: Whoever (愛誰誰)
- 2015: Polaroid (폴라로이드, Cameo)

### Fernsehserien
- 2001: New Nonstop (뉴논스톱)
- 2002: Successful Story of a Bright Girl (명랑소녀 성공기 Myeongnan Sonyeo Seonggonggi)
- 2002: My Love Patzzi (내 사랑 팥쥐 Nae Sarang Patzzi)
- 2003: Hello! Balbari (헬로 발바리)
- 2004: Love Is All Around (사랑을 할꺼야 Sarang-eul Halkkeoya)
- 2004: Silver Love (银色年华)
- 2005: My Bratty Princess (刁蠻公主)
- 2005: Wedding (웨딩)
- 2007: Good Morning Shanghai (纯白之恋)
- 2010: Iron Masked Singer (铁面歌女)
- 2011: Unruly Qiao (刁蛮俏御医)
- 2011: Baby Faced Beauty (동안미녀)
- 2012: Race Course (跑馬場)
- 2012: School 2013 (학교 2013)
- 2013: Red Palanquin (红轿子)
- 2014: Fated to Love You (운명처럼 널 사랑해)
- 2014: Mr. Back (미스터 백)
- 2015: One-Winged Eagle (单翼雄鹰)
- 2015: Hello Monster (너를 기억해)
- 2016: One More Happy Ending (한번 더 해피엔딩)
- 2017: Confession Couple (고백부부)
- 2018: An Empress’ Dignity (황후의 품격)